# Janików-Folwark
Janików-Folwark (prononciation : [jaˈnikuf ˈfɔlvark]) est un village polonais de la gmina de Kozienice dans le powiat de Kozienice de la voïvodie de Mazovie dans le centre-est de la Pologne.

## Histoire
De 1975 à 1998, le village appartenait administrativement à la voïvodie de Radom.